# 박원빈 (배구 선수)
박원빈(1992년 4월 7일 ~ )은 대한민국의 남자 배구 선수이며, 안산 OK금융그룹 읏맨의 선수이다. 2014-2015 신인 드래프트에서 전체 2순위로 안산 OK저축은행 러시앤캐시에 입단하였다.

## 안산 OK금융그룹 읏맨시절

### 2014-2015시즌
센터가 시급하였던, 안산 OK저축은행 러시앤캐시의 전체 2순위 지명을 받아 입단하였으며, 데뷔 첫 해부터 두각을 드러내기 시작하였다.

### 2015-2016시즌
기량이 많이 늘었던 시즌이다. 중앙에서 외국인 선수인 시몬과 함께 팀을 든든히 받쳐 주었다. 중요한 순간마다 블로킹을 하고, 속공이 많이 늘면서 주전 자리를 확고히 하기 시작하였다. 플레이오프에서는 결정적인 블로킹을 하기도 하였다.

### 2016-2017시즌
시즌 시작 전에 무릎수술을 받았다. 재활치료를 받는 동안 경기에 종종 투입되었지만, 수술 후유증 때문인지 작년만큼의 위력을 보여주지 못하였다. 결국은 시즌 중반 쯤에 수술했던 무릎부위를 또 다치면서 시즌아웃이 되었다. 더구나나 중앙의 높이가 낮았던 팀이었는데 그로 인해 꼴찌로 시즌을 마감하였다.

### 2017-2018시즌
2017-2018시즌에는 부상에서 복귀하여 주전센터로 경기에 나섰다 이번시즌에도 팀은 외국인선수문제와 국내선수들이 부진하면서 최하위로 시즌을 마쳤다.

### 2018-2019시즌
2018-2019시즌 컵대회 경기를 치르던중 손사락부상을 입었다. 부상으로 인해 재활을 할 예정이였지만 시즌초반 센터진이 부진하자 손가락에 붕대를 감고 경기를 뛰고 있다. 주전센터로 나오고 있으며 손가락부상 재활을 마치고 붕대를 풀고 경기에 나서고 있다. 시즌초반 팀의 상승세를 이끌고 있다. 이번 시즌을 마치게되면 FA를 취득하게 된다.